# World Federation of Great Towers

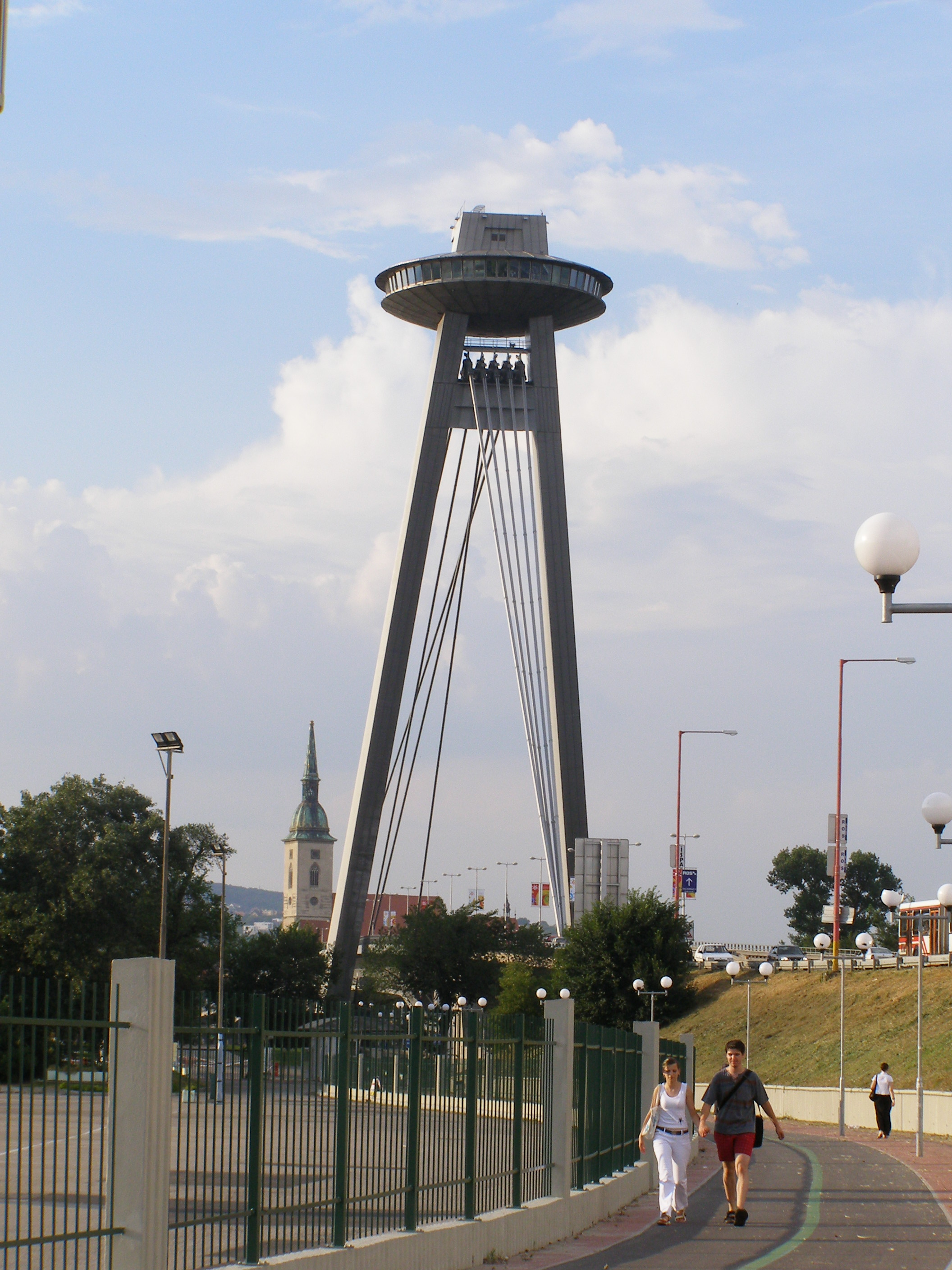
Nejnižší stavba WFGT, Most SNP, Bratislava, Slovensko (95 m)

World Federation of Great Towers (WFGT) je celosvětová asociace vysokých věží a mrakodrapů. Byla založena v roce 1989. Klíčovým kritériem pro zařazení stavby do WFGT je existence veřejně přístupné vyhlídkové plošiny. V současnosti (2011) do WFGT patří 36 staveb.

## Seznam staveb WFGT podle výšky
| Název stavby                       | Město        | Stát                    | Rok otevření | Celková výška (v metrech) |
| ---------------------------------- | ------------ | ----------------------- | ------------ | ------------------------- |
| Burdž Chalífa                      | Dubaj        | Spojené arabské emiráty | 2010         | 829,84                    |
| Televizní věž v Kantonu            | Kanton       | Čína                    | 2010         | 600                       |
| CN Tower                           | Toronto      | Kanada                  | 1976         | 553,33                    |
| Televizní věž Ostankino            | Moskva       | Rusko                   | 1967         | 540                       |
| Oriental Pearl Tower               | Šanghaj      | Čína                    | 1995         | 468                       |
| Willis Tower                       | Chicago      | USA                     | 1969         | 444                       |
| Empire State Building              | New York     | USA                     | 1931         | 443                       |
| Kuala Lumpur Tower                 | Kuala Lumpur | Malajsie                | 1995         | 421                       |
| Central TV Tower                   | Peking       | Čína                    | 1992         | 405                       |
| Taškentská televizní věž           | Taškent      | Uzbekistán              | 1985         | 375                       |
| Tianjin Radio and Television Tower | Tchien-ťin   | Čína                    | 1991         | 368                       |
| Fernsehturm                        | Berlín       | Německo                 | 1969         | 368                       |
| Macau Tower                        | Macao        | Čína                    | 2001         | 338                       |
| Tokyo Tower                        | Tokio        | Japonsko                | 1958         | 333                       |
| Sky Tower                          | Auckland     | Nový Zéland             | 1997         | 328                       |
| Vilniuská televizní věž            | Vilnius      | Litva                   | 1980         | 326,5                     |
| Eiffelova věž                      | Paříž        | Francie                 | 1889         | 324                       |
| Q1                                 | Gold Coast   | Austrálie               | 2005         | 322,5                     |
| Tallinn TV Tower                   | Tallinn      | Estonsko                | 1980         | 314                       |
| Liaoningská televizní věž          | Šen-jang     | Čína                    | 1989         | 305,5                     |
| Sydney Tower                       | Sydney       | Austrálie               | 1981         | 304                       |
| Torre de Collserola                | Barcelona    | Španělsko               | 1992         | 288                       |
| Rialto Towers                      | Melbourne    | Austrálie               | 1986         | 270                       |
| Donauturm                          | Vídeň        | Rakousko                | 1964         | 252                       |
| Seoul Tower                        | Soul         | Korejská republika      | 1975         | 239,7                     |
| Žižkovský vysílač                  | Praha        | Česko                   | 1992         | 216                       |
| Calgary Tower                      | Calgary      | Kanada                  | 1968         | 191                       |
| Burj Al-Qāhira                     | Káhira       | Egypt                   | 1961         | 187                       |
| Euromast                           | Rotterdam    | Nizozemsko              | 1960         | 185 m                     |
| Space Needle                       | Seattle      | USA                     | 1961         | 184,4                     |
| Torre Latinoamericana              | Mexiko       | Mexiko                  | 1956         | 182                       |
| Olympic Stadium                    | Montreal     | Kanada                  | 1976         | 175                       |
| Spinnaker Tower                    | Portsmouth   | Spojené království      | 2005         | 170                       |
| Näsinneula                         | Tampere      | Finsko                  | 1971         | 167,9                     |
| Blackpool Tower                    | Blackpool    | Spojené království      | 1894         | 158                       |
| Most SNP                           | Bratislava   | Slovensko               | 1972         | 95                        |